# Зельтерс (Таунус)
Зельтерс (нім. Selters) — громада в Німеччині, знаходиться в землі Гессен. Підпорядковується адміністративному округу Гіссен. Входить до складу району Лімбург-Вайльбург.
Площа — 40,47 км2. Населення становить 7936 ос. (станом на 31 грудня 2020).